# گمینا یاستژانب
گمینا یاستژانب (به لهستانی:  Gmina Jastrząb) یک گمینا در لهستان است که در شهرستان شدووویتس واقع شده‌است. گمینا یاستژانب ۵۴٫۷۹ کیلومتر مربع مساحت و ۵٬۰۸۹ نفر جمعیت دارد.